# Rafael Macedo (judoka)
Rafael Macedo (15 de septiembre de 1994) es un deportista brasileño que compite en judo.
Participó en dos Juegos Olímpicos de Verano, en los años 2020 y 2024, obteniendo una medalla de bronce en París 2024 en la prueba de equipo mixto. Ganó dos medallas en los Juegos Panamericanos de 2023 y siete medallas en el Campeonato Panamericano de Judo entre los años 2017 y 2025.

## Carrera
Se mudó a Porto Alegre en 2013 y comenzó a entrenar en Sogipa, junto a algunos de los mejores judocas del país.
En 2014, ganó la medalla de oro en el Campeonato Mundial Juvenil de Judo.
En el Campeonato Panamericano de Judo de 2017, Macedo ganó una medalla de bronce en la categoría de peso mediano (90 kg).
En el Grand Slam (el torneo que más puntos da en el ranking de judo después de los Juegos Olímpicos, el Mundial y el World Masters) de Ekaterimburgo, en 2019, Macedo obtuvo la medalla de bronce.
En el Campeonato Panamericano de Judo de 2019, Macedo ganó una medalla de plata en la categoría de peso mediano (90 kg) y una medalla de oro en el equipo mixto.
En el Campeonato Mundial de Judo de 2019, Macedo ganó la primera pelea pero fue eliminado en la segunda ronda. Representando a Brasil en el equipo mixto obtuvo medalla de bronce.
En el Campeonato Panamericano de Judo de 2020, Macedo ganó una medalla de plata en la categoría de peso mediano (90 kg) y una medalla de oro en el equipo mixto.
Macedo representó a Brasil en los Juegos Olímpicos de Verano de 2020.
En el Campeonato Panamericano de Judo de 2021, Macedo ganó medalla de plata en la categoría de peso mediano (90 kg).
En el puesto 18 del mundo, participó en el Campeonato Mundial de Judo de 2021, donde ganó dos peleas y fue eliminado en octavos de final por el mongol Gantulgyn Altanbagana. En la competición por equipos mixtos, Macedo ganó un bronce representando a Brasil.
En el Grand Slam (el torneo que más puntos da en el ranking de judo después de los Juegos Olímpicos, el Mundial y el World Masters) de Antalya, en 2022, Macedo obtuvo la medalla de bronce.
En el Campeonato Mundial de Judo de 2022 celebrado en Tashkent, Macedo debutó con victoria, pero fue eliminado por el campeón olímpico Lasha Bekauri en octavos de final.
En el Judo World Masters de 2022 (segunda competencia más importante del circuito de judo, después del Campeonato Mundial), Macedo ganó la medalla de bronce. 
Macedo, que ocupa el puesto 11 en el ranking mundial en la categoría de judo de 90 kg, compitió en el Campeonato Mundial de Judo de 2023 en Doha, Catar. Ganó dos peleas, una de ellas contra Krisztián Tóth, medallista de bronce húngaro en los Juegos Olímpicos, pero fue eliminado en octavos de final por el ruso Mansur Lorsanov.
En el Campeonato Panamericano y de Oceanía de Judo de 2023 celebrado en Calgary, Canadá, ganó tres combates por ippon y consiguió, por primera vez, la medalla de oro en el certamen continental tras obtener la plata en tres finales anteriores.
En los Juegos Panamericanos de 2023, Macedo llegó a la final ante el cubano Iván Felipe Silva Morales e incluso impuso dos shidos a su oponente. Macedo estuvo mejor en la pelea, pero, en un intento de entrar, apoyó la cabeza en el suelo en un movimiento interpretado por el árbitro como irregular (hansoku-make, que es utilizar la cabeza como defensa de una entrada) y fue descalificado, obteniendo la medalla de plata. También obtuvo la plata en la selección mixta brasileña.
En el Campeonato Panamericano y de Oceanía de Judo de 2024 ganó la medalla de bronce.
En el Campeonato Mundial de Judo de 2024, Macedo alcanzó por cuarta vez consecutiva los octavos de final de la competencia, donde fue eliminado por el japonés Goki Tajima, quien terminó siendo el campeón del torneo.

## Palmarés internacional
| Juegos Olímpicos        | Juegos Olímpicos          | Juegos Olímpicos  | Juegos Olímpicos |
| Año                     | Lugar                     | Medalla           | Categoría        |
| ----------------------- | ------------------------- | ----------------- | ---------------- |
| 2024                    | París (Francia)           | Medalla de bronce | Equipo mixto     |
| Juegos Panamericanos    |                           |                   |                  |
| Año                     | Lugar                     | Medalla           | Categoría        |
| 2023                    | Santiago (Chile)          | Medalla de plata  | –90 kg           |
| 2023                    | Santiago (Chile)          | Medalla de plata  | Equipo mixto     |
| Campeonato Panamericano |                           |                   |                  |
| Año                     | Lugar                     | Medalla           | Categoría        |
| 2017                    | Ciudad de Panamá (Panamá) | Medalla de bronce | –90 kg           |
| 2019                    | Lima (Perú)               | Medalla de plata  | –90 kg           |
| 2020                    | Guadalajara (México)      | Medalla de plata  | –90 kg           |
| 2021                    | Guadalajara (México)      | Medalla de plata  | –90 kg           |
| 2023                    | Calgary (Canadá)          | Medalla de oro    | –90 kg           |
| 2024                    | Río de Janeiro (Brasil)   | Medalla de bronce | –90 kg           |
| 2025                    | Santiago (Chile)          | Medalla de oro    | –90 kg           |